# Dębica (entreprise)

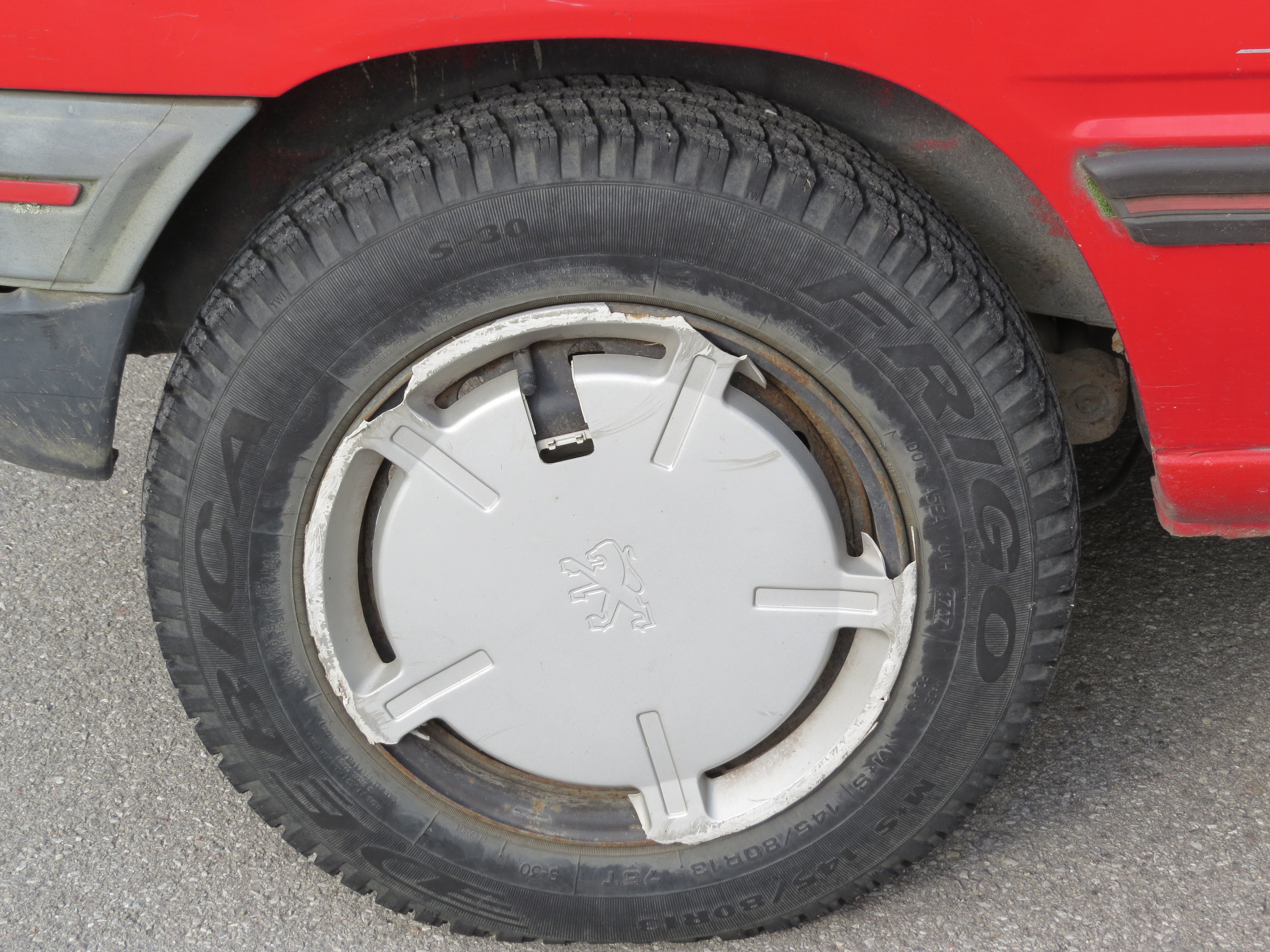

Firma Oponiarska Dębica S.A. est un fabricant de pneus automobiles polonais appartenant au manufacturier pneumatique américain Goodyear. Ses pneus sont présents sur le marché de la seconde monte, dans le segment des pneus à bas prix.